# Tragopogon porrifolius
La scorzonera bianca o scorzobianca (Tragopogon porrifolius  L., 1753) è una specie di pianta angiosperma dicotiledone della famiglia delle Asteraceae.

## Etimologia
Da Dioscoride  sappiamo che il nome della pianta (e quindi del genere Tragopogon) deriva dal greco τραγος (tragos = caprone) e πὠγων (pogon = barba) per la somiglianza delle setole del pappo con la barba di un caprone. L'epiteto specifico (porrifolius) fa riferimento alle foglie simili alla specie Allium ampeloprasum, chiamata comunemente porro. L'epiteto comune (bianca) deriva dal colore della sua radice.
Il nome scientifico della specie è stato definito per la prima volta dal botanico Carl Linnaeus (1707-1778) nella pubblicazione " Species Plantarum" (  Sp. Pl. 2: 789) del 1753.

## Descrizione

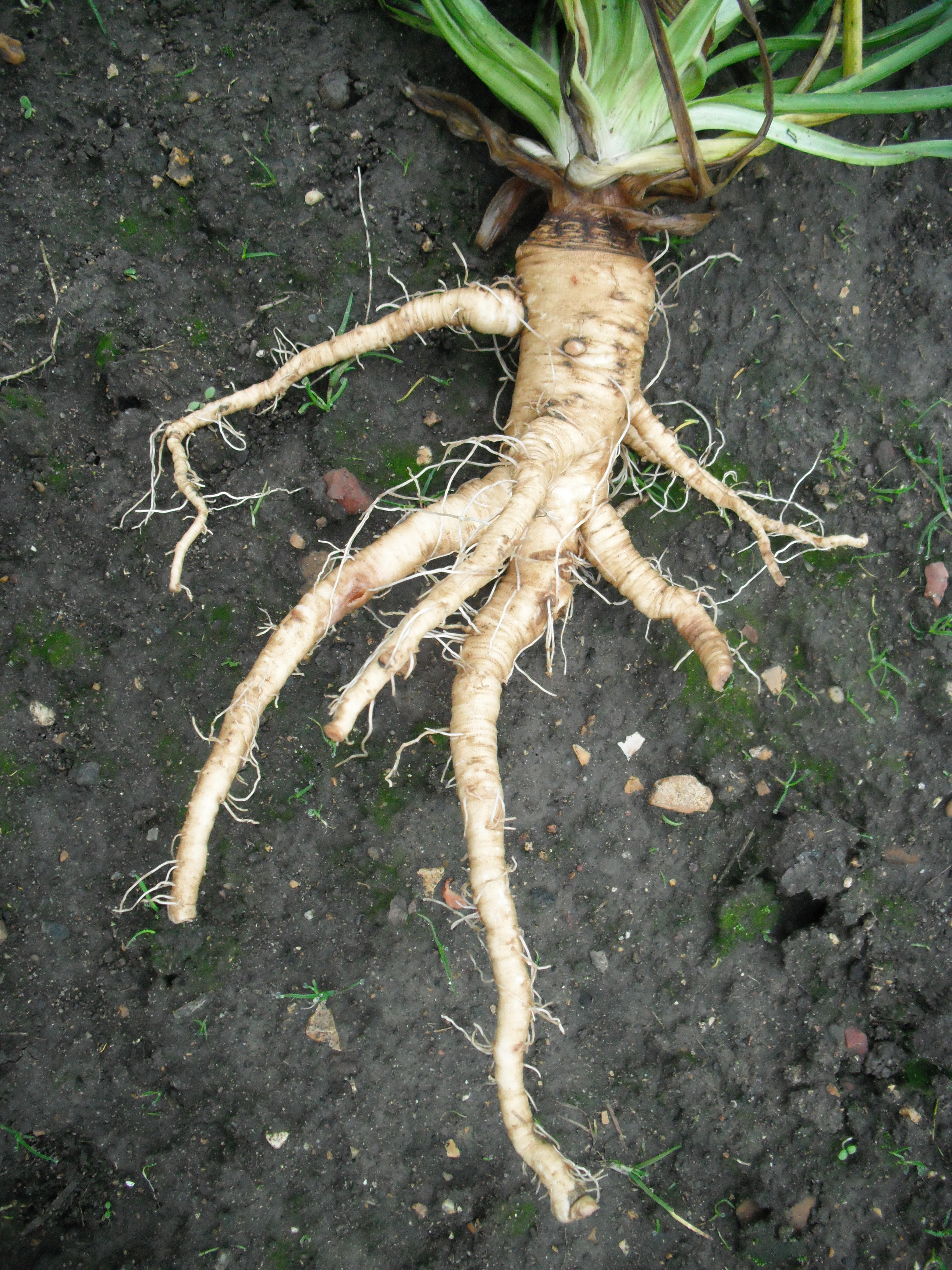
Radice di scorzobianca

Habitus. La forma biologica è emicriptofita bienne (H bienn), ossia in generale sono piante erbacee con gemme svernanti al livello del suolo e protette dalla lettiera o dalla neve e si distinguono dalle altre per il ciclo vitale biennale. Queste piante hanno anche, raramente, la forma biologica tipo terofita scaposa (T scap), ossia sono piante erbacee che differiscono dalle altre forme biologiche poiché, essendo annuali, superano la stagione avversa sotto forma di seme e sono munite di asse fiorale eretto e spesso privo di foglie. Tutta la pianta è glauca. Gli organi interni di queste piante contengono lattoni sesquiterpenici.

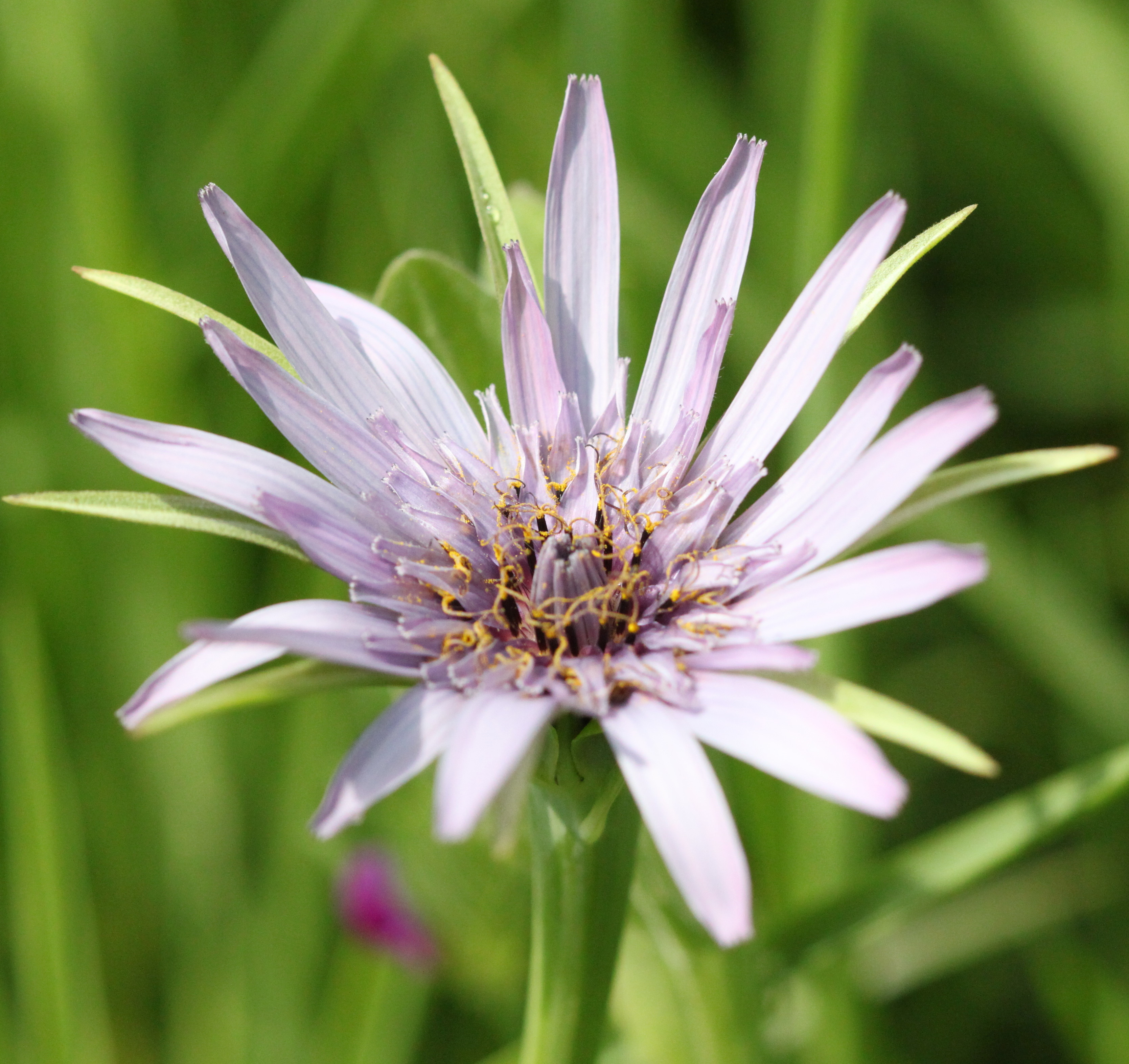
Fiore di scorzobianca

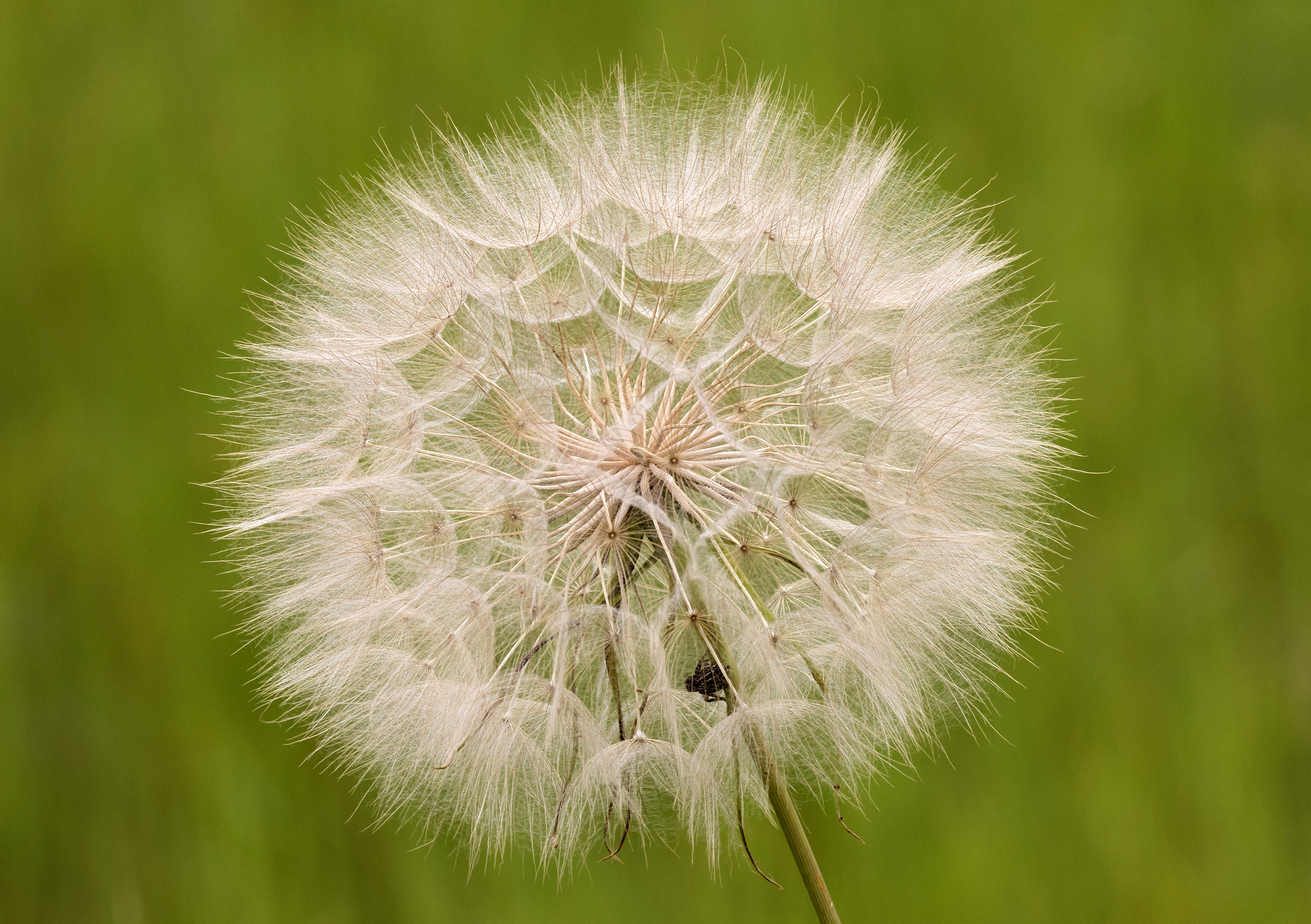
Frutti di scorzobianca

Fusto. La parte aerea del fusto è eretta, semplice o poco ramosa. L'altezza varia da 20 cm a 60 cm. La radice a fittone (come quella della carota) è carnosa, liscia, di colore bianco-avorio, lunga una ventina di centimetri.
Foglie.  Le foglie si distinguono in basali e cauline. Lungo il caule sono disposte in modo alternato; quelle inferiori sono lineari, strettamente conduplicate e ragnatelose sui margini; quelle superiori hanno una guaina amplessicaule (larga 15 –20 mm) con lamine ridotte. Il colore è verde-grigio. Dimensione delle foglie basali: larghezza 0,5 cm; lunghezza 10 – 15 cm. Lunghezza delle foglie cauline: 4 – 10 cm.
Infiorescenza. Le infiorescenze sono composte da capolini singoli su un peduncolo ingrossato. Il capolino (discoide e omogamo) è formato da un involucro a forma cilindrica composto da 5 - 12 brattee (o squame) disposte generalmente su una sola serie, all'interno delle quali un ricettacolo fa da base ai fiori tutti ligulati. Le brattee sono connate alla base e sporgono dai fiori. Il ricettacolo è nudo, ossia è privo di pagliette a protezione della base dei fiori; è liscio, glabro e a forma convessa. Diametro del capolino: 6 – 7 cm.
Fiori. I fiori sono tetra-ciclici (ossia sono presenti 4 verticilli: calice – corolla – androceo – gineceo) e pentameri (ogni verticillo ha in genere 5 elementi). I fiori sono inoltre ermafroditi e zigomorfi.
- Formula fiorale:

*/x K {\displaystyle \infty }, [C (5), A (5)], G 2 (infero), achenio
- Calice: i sepali del calice sono ridotti ad una coroncina di squame.
- Corolla: le corolle sono formate da una ligula terminante con 5 denti; il colore è bruno-violaceo; la superficie può essere sia pubescente che glabra; le ligule in genere sono incurvate all'esterno (disposizione radiale). Lunghezza delle ligule: 23 – 26 mm
- Androceo: gli stami sono 5 con filamenti liberi e distinti, mentre le antere sono saldate in un manicotto (o tubo) circondante lo stilo.[14] Le antere sono caudate e alla base sono acute. Il polline è tricolporato (con due lacune), è echinato (con punte) e anche "lophato" (la parte più esterna dell'esina è sollevata a forma di creste e depressioni).[15]
- Gineceo: lo stilo è filiforme. Gli stigmi dello stilo sono due divergenti, ottusi e gracili con la superficie stigmatica posizionata internamente (vicino alla base).[16] L'ovario è infero uniloculare formato da 2 carpelli.
- Fioritura: da maggio a giugno.

Frutti. I frutti sono degli acheni con pappo. L'achenio, fusiforme o cilindrico, è ristretto all'apice ed è provvisto di un lungo becco; la superficie è colorata di scuro, dal marrone a tonalità più chiare, e può avere da 5 a 10 coste. Il becco in genere è lungo quasi come l'ovario, ed è il risultato della metamorfosi del tubo calicino durante le fasi della maturazione.  Gli acheni sono privi di carpoforo. Il pappo è formato da 12 - 20 setole piumose ma rigide su una sola serie, ed è persistente; il colore varia da marrone a biancastro; alla base le setole possono essere connate. Lunghezza del frutto (compreso il becco e il pappo): 6 – 8 cm.

## Coltivazione
La radice e i giovani germogli del T. porrifolius possono essere mangiati (dopo essere stati bolliti). Le foglie appena cresciute possono essere consumate cotte o crude. Storicamente la pianta veniva coltivata a questo scopo; è menzionata da autori classici come Plinio il Vecchio. In Europa la coltivazione ebbe inizio nel XVI secolo in Francia e in Italia. Nel Regno Unito inizialmente veniva coltivata per i suoi fiori e in seguito divenne un ortaggio moderatamente popolare nel XVIII secolo, per poi perdere popolarità. Attualmente la radice viene coltivata e consumata più frequentemente in Francia, Germania, Italia e Russia. Tuttavia, in tempi moderni è stata sostituita dalla scorzonera (Pseudopodospermum hispanicum) nelle coltivazioni.
La scorzobianca viene coltivata in modo simile ad altre verdure a radice come la pastinaca e le carote e quindi richiede la stessa attenzione. La semina può essere effettuata a fine estate o all'inizio dell'inverno per favorire una crescita precoce. La semina può essere effettuata anche all'inizio della primavera, circa 100 giorni prima delle prime gelate, in un terreno ben preparato, preferibilmente argilloso o limoso. T. porrifolius necessita di terreni profondi e sciolti, non troppo asciutti, per un buono sviluppo della radice a fittone. I terreni sassosi o acquitrinosi hanno effetti negativi sulle rese e ostacolano la raccolta. Durante il periodo di crescita principale un buon apporto idrico impedisce la potenziale ramificazione della radice a fittone.
Non si conoscono requisiti specifici per la coltivazione della scorzobianca, ma è stata coltivata con successo nelle zone a clima temperato. Le piantine necessitano di una temperatura di 8–16 °C per germinare e la pianta congela tra -1,1 e -16 °C. T. porrifolius può resistere alle basse temperature e non viene danneggiata dal congelamento leggero.

## Biologia
- Impollinazione: l'impollinazione avviene tramite insetti (impollinazione entomogama tramite farfalle diurne e notturne).
- Riproduzione: la fecondazione avviene fondamentalmente tramite l'impollinazione dei fiori (vedi sopra).
- Dispersione: i semi (gli acheni) cadendo a terra sono successivamente dispersi soprattutto da insetti tipo formiche (disseminazione mirmecoria). In questo tipo di piante avviene anche un altro tipo di dispersione: zoocoria. Infatti gli uncini delle brattee dell'involucro si agganciano ai peli degli animali di passaggio disperdendo così anche su lunghe distanze i semi della pianta.

## Tassonomia
La famiglia di appartenenza di questa voce (Asteraceae o Compositae, nomen conservandum) probabilmente originaria del Sud America, è la più numerosa del mondo vegetale, comprende oltre 23.000 specie distribuite su 1.535 generi, oppure 22.750 specie e 1.530 generi secondo altre fonti (una delle checklist più aggiornata elenca fino a 1.679 generi). La famiglia attualmente (2021) è divisa in 16 sottofamiglie.

### Filogenesi
Il genere della specie di questa voce appartiene alla sottotribù Scorzonerinae della tribù Cichorieae (unica tribù della sottofamiglia Cichorioideae). In base ai dati filogenetici la sottofamiglia Cichorioideae è il terz'ultimo gruppo che si è separato dal nucleo delle Asteraceae (gli ultimi due sono Corymbioideae e Asteroideae). La sottotribù Scorzonerinae è il secondo clade che si è separato dalla tribù.
All'interno della sottotribù sono stati individuati diversi cladi, alcuni in posizione politomica. Il genere di questa voce, da un punto di vista filogenetico, si trova in una posizione centrale e con il genere Geropogon forma un "gruppo fratello" (differiscono soprattutto per gli acheni e il pappo). Il genere Tragopogon come è descritto attualmente è monofiletico.
I caratteri distintivi per la specie di questa voce sono:
- i fusti sono ingrossati sotto il capolino;
- le foglie cauline sono allargate alla base;
- le corolle dei fiori sono violacee.

Il numero cromosomico della specie è: 2n = 12.

### Sottospecie
Questa specie è variabile. Il carattere più soggetto a variabilità è il portamento: il fusto è più gracile e le foglie sono più sottili ma superanti l'involucro e gli acheni sono più lunghi. Per questa specie sono indicate le seguenti sottospecie:

#### Sottospecieporrifolius

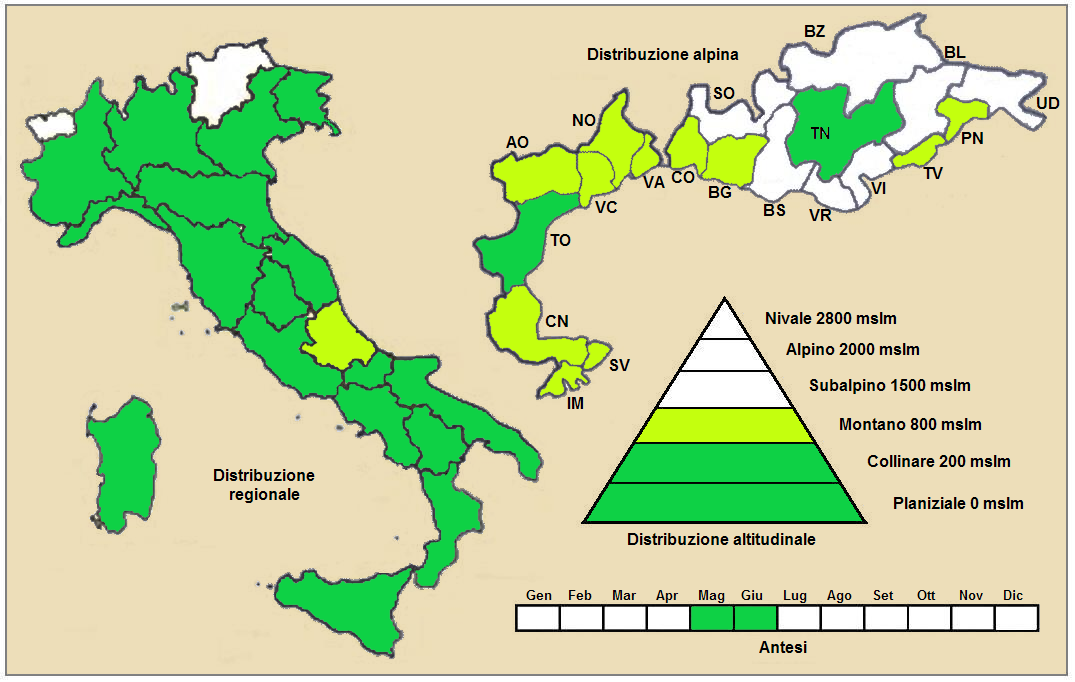
Distribuzione della sottospecie porrifolius
(Distribuzione regionale – Distribuzione alpina)

- Nome scientifico: Tragopogon porrifolius L. subsp. porrifolius.
- Descrizione: è la stirpe principale descritta in questa voce; le brattee, in genere, sono più lunghe dei fiori (la corolla raggiunge la metà della lunghezza delle brattee).
- Geoelemento: il tipo corologico (area di origine) è Euri-Mediterraneo.
- Distribuzione: in Italia la distribuzione è più o meno completa. Il substrato preferito è calcareo ma anche siliceo con pH neutro, alti valori nutrizionali del terreno che deve essere secco.[30]
- Habitat: l'habitat preferito per queste piante sono i prati aridi, gli incolti e lungo le vie e bordi dei campi.
- Distribuzione altitudinale: sui rilievi, in Italia, queste piante si possono trovare fino a 1.000 m s.l.m.. Frequentano quindi i seguenti piani vegetazionali: collinare e in parte quello montano (oltre a quello planiziale – a livello del mare)
- Fitosociologia.

Areale alpino: dal punto di vista fitosociologico alpino la sottospecie porrifolius appartiene alla seguente comunità vegetale:
Formazione: delle comunità delle macro- e megaforbie terrestri
Classe: Molinio-Arrhenatheretea
Ordine: Arrhenatheretalia elatioris
Areale italiano: per l'areale completo italiano la sottospecie porrifolius appartiene alla seguente comunità vegetale:
Macrotipologia: vegetazione erbacea sinantropica, ruderale e megaforbieti
Classe: Artemisietea vulgaris Lohmeyer, Preising & Tüxen ex Von Rochow, 1951
Ordine: Agropyretalia intermedii-repentis Oberdorfer, Müller & Görs in Müller & Görs, 1969
Alleanza: Salvio-dactylion Ubaldi, Speranza & Tonioli in Ubaldi, 2003
Descrizione: l'alleanaza Salvio-dactylion è relativa alle praterie emicriptofitiche mesofile con un macroclima temperato dell'Appennino settentrionale. In genere l'alleanza vegeta su prati da sfalcio a rinnovo incentrati su aree submontane e basso-montane. La specie dominante è Dactylis glomerata ma è anche abbastanza comune Arrhenatherum elatius. I prati di questa alleanza se abbandonati inaridiscono (per esaurimento di sostanze organiche e per una continua perdita della struttura iniziale del suolo dovuta alla lavorazione) e progressivamente avviene la sostituzione di questa cenosi con raggruppamenti formati da Brachypodium pinnatum e arbusti di Rosa canina, Crataegus monogyna e Juniperus communis con possibile evoluzione verso il querceto misto caducifoglio.
Specie presenti nell'associazione: Arrhenatherum elatius, Geranium dissectum, Tragopogon porrifolius, Lychnis flos-cuculi, Linum bienne, Bunium bulbocastanum, Campanula rapunculus, Crepis versicaria, Dactylis glomerata, Equisetum telmateja, Potenitlla recta, Salvia haematodes e Viola tricolor.

#### Sottospeciecupani
- Nome scientifico: Tragopogon porrifolius L. subsp. cupani (Guss. ex DC.) I.Richardson, 1976
- Descrizione: il fusto è alto da 2 a 6 dm; le radici sono sottili; tutta la pianta è tomentosa; le foglie hanno i bordi ondulati; le brattee dell'involucro sono molto più lunghe dei fiori; i fiori sono colorati di rosa.
- Geoelemento: il tipo corologico (area di origine) è Endemico.
- Distribuzione: questa sottospecie si trova nell'Italia Meridionale (è rara).
- Sinonimi: Tragopogon cupanii Guss. ex DC.

#### Sottospecieeriospermus
- Nome scientifico: Tragopogon porrifolius L. subsp. eriospermus (Ten.) Greuter, 2007
- Descrizione: le brattee dell'involucro sono più o meno uguali ai fiori o più brevi.
- Geoelemento: il tipo corologico (area di origine) è Euro-Mediterraneo.
- Distribuzione: è una sottospecie comune in tutto il territorio italiano (manca nella Valle d'Aosta e nel Trentino). Si trova principalmente nel Nord del Mediterraneo.
- Sinonimi:

Tragopogon brachyphyllus Nyman
Tragopogon eriospermus Ten.

#### Altre sottospecie
Sono indicate altre due sottospecie non presenti in Italia:
- Tragopogon porrifolius subsp. abbreviatus (Boiss.) Cokunç. & Gültepe. Distribuzione: Anatolia.
- Tragopogon porrifolius subsp. macrocephalus. Distribuzione: Algeria.

## Usi

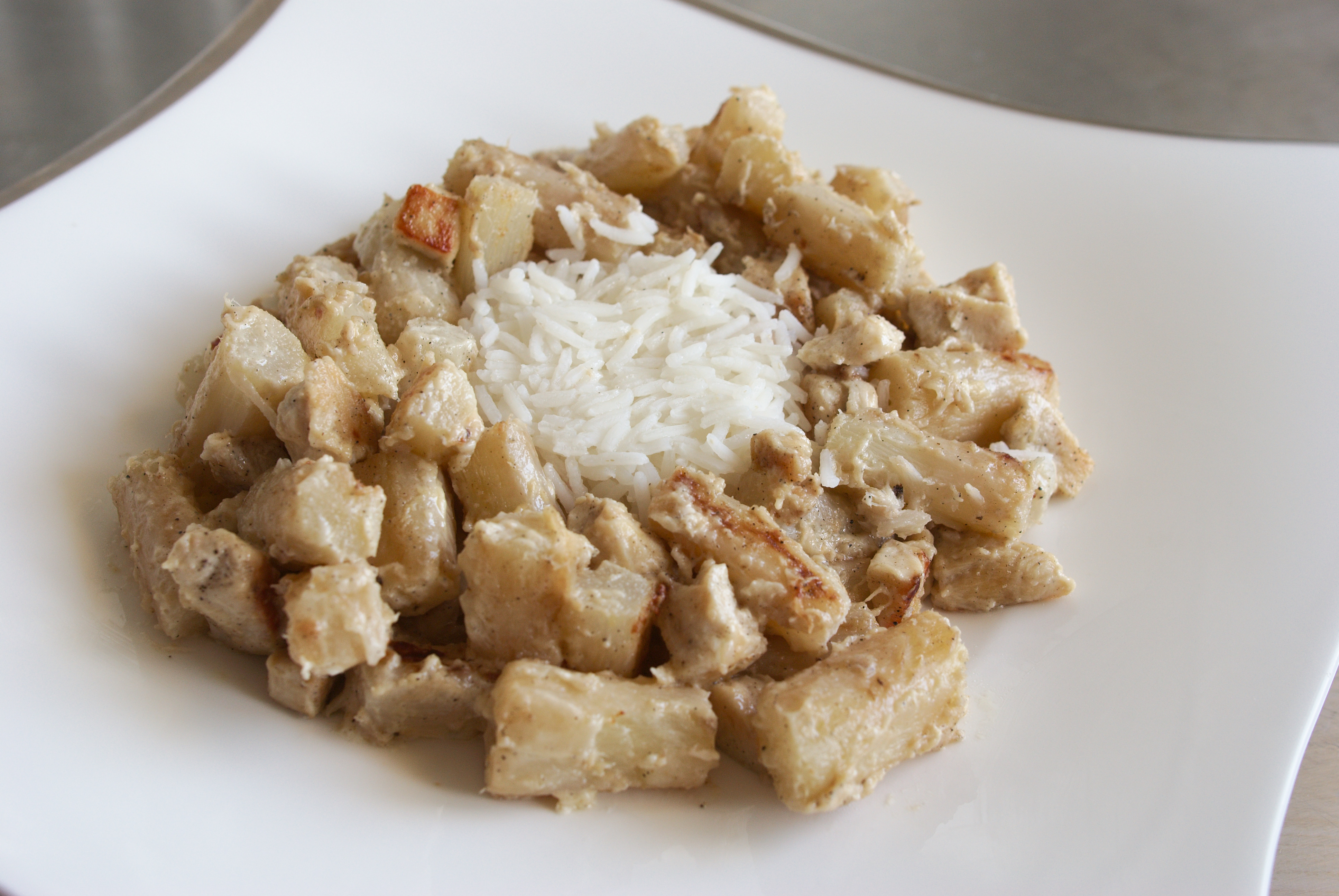
Riso con scorzobianca

La pianta è commestibile, ma le radici e le foglie sono più gustose se raccolte prima che venga prodotto lo stelo del fiore. La radice è nota per il suo sapore delicato e leggermente dolce dovuto all'inulina simile a quello degli asparagi o delle ostriche. Lo strato esterno della radice può essere raschiato via, immergendo la radice in acqua fredda per preservarne il colore. Se le radici sono troppo dure da mangiare, possono essere bollite con un pizzico di bicarbonato di sodio e un cambio d'acqua. Le radici giovani possono essere grattugiate crude e utilizzate nelle insalate, ma quelle più mature sono più adatte se cotte. Possono essere aggiunte a zuppe, stufati o saltate in padella. Il purè di scorzobianca (da sola o con patate) si abbina con il pesce.
I germogli fioriti possono essere utilizzati come gli asparagi, sia crudi che cotti, i fiori possono essere aggiunti all'insalata, mentre i semi germogliati possono essere utilizzati nelle insalate o nei panini.